# 최동석
최동석(崔東錫, 1978년 4월 5일~)은 대한민국의 KBS 전 아나운서, 에코블리스 대표이다.

## 학력
- 고려대학교 언론대학원 (석사)
- 경희대학교 의료경영학과 (학사)

## 경력
- 2004년 ~ 2021년 KBS 30기 공채 아나운서 (KBS전주방송총국 지역근무 / 2004 ~ 2005)
- KBS 편성본부 아나운서실 아나운서 1부 팀장

## 진행

### TV
| 역대           | 방송사 | 프로그램                           | 담당         | 비고 |
| -------------- | ------ | ---------------------------------- | ------------ | --- |
| 2004           | KBS2   | 인간극장                           | 출연         | 2004년 3월 1일 ~ 5일 <마이크의 전사들> 출연 (2004년 30기 공채 부인 前 박지윤 아나운서와 결혼 직전 동기로 출연) |
| 2006           | KBS1   | 생로병사의 비밀                    | 출연         | 2006년 5월 16일, 151회 《기호식품에 대한 첨단분석 보고서 - 제2편 두 얼굴의 유혹, 카페인 (커피)》               |
| 2007~2008      | KBS1   | 생로병사의 비밀                    | 공동진행     | 2007년 5월 1일~2008년 3월 25일 여자MC 김진희 前 아나운서(30기 공채 동기생)와 같이 진행                         |
| 2006 ~ 2007    | KBS1   | 누가누가 잘하나                    | 진행         | 2006년 11월 24일~2007년 11월 2일                                                                               |
| -              | KBS1   | KBS 창작동요대회                   | 특별진행     | |
| -              | KBS1   | KBS 초록동요제                     | 특별진행     | |
| 2008           | KBS2   | KBS 6 뉴스타임                     | 진행         | 2008년 3월 31일~11월 14일                                                                                      |
| 2009           | KBS2   | 지구촌 뉴스                        | 진행         | 2008년 11월 17일~2009년 4월 17일                                                                               |
| 2008~2009      | KBS2   | 연예가중계                         | 리포터       | 2008년 11월 22일~2010년 5월 8일                                                                                |
| 2009           | KBS2   | 도전! 스타 탄생                    | 진행         | 2009년 1월 10일~4월 18일                                                                                       |
| 2011~2013      | KBS2   | 바른말 고운말                      | 진행         | 2011년 11월~2013년 4월                                                                                         |
| 2012           | KBS2   | 맛있는 퀴즈쇼 행운의 식탁          | 진행         | 2012년 6월 25일~11월 13일                                                                                      |
| 2011 2016 2018 | KBS1   | KBS 뉴스 5                         | 임시진행     | 2011년 12월 5일~9일 2016년 9월 1일 ~2일 2018년 8월 27일~31일                                                   |
| 2012~2012      | KBS2   | KBS 8 아침 뉴스타임                | 패널         | <연예수첩> 코너                                                                                                |
| 2013~2016      | KBS2   | KBS 8 아침 뉴스타임                | 진행 및 패널 | 2013년 4월 8일~2016년 4월 22일                                                                                 |
| 2019           | KBS2   | KBS 8 아침 뉴스타임                | 임시진행     | 2019년 10월 16일~25일 남자 정규앵커 이후 임시로 진행함                                                         |
| 2013           | KBS1   | TV비평 시청자데스크                | 패널         | 시청자의 눈 |
| 2013 ~ 2014    | KBS1   | 사랑의 리퀘스트                    | 진행         | 2013년 10월 26일~2014년 12월 27일                                                                              |
| 2015           | KBS2   | 미래예측버라이어티 나비효과        | 진행         | 부인 前 박지윤 아나운서와 이후 같이 진행함                                                                     |
| 2015           | KBS2   | KBS 일요뉴스타임                   | 패널         | 2005년 5월 8일~2006년 4월 2일                                                                                  |
| 2016 ~ 2018    | KBS1   | 시청자칼럼 우리사는 세상           | 내레이션     | |
| 2017           | KBS1   | 6시 내고향                         | 임시진행     | 2017년 1월 23일~26일                                                                                           |
| 2017           | KBS2   | 해피 투게더                        | 출연         | 9월 14일 516회 보스 마누라 특집편, (박지윤 前 아나운서의 부인과 같이 출연)                                     |
| 2018           | KBS1   | KBS 토요일 저녁 7시(19시) 뉴스     | 진행         | 2018년 3월 10일~2019년 7월 6일                                                                                 |
| 2018           | KBS1   | 사랑의 가족                        | 임시진행     | 2018년 6월 21일                                                                                                |
| 2018           | KBS1   | 2018 대한민국 나눔 국민대상 시상식 | 특별진행     | 2018년 10월 18일                                                                                               |
| 2019~2020      | KBS1   | KBS 뉴스 9                         | 진행         | 평일, 2019년 11월 25일~2020년 6월 26일 뉴스 9 최초 남자 아나운서로 진행                                        |

### 라디오
- KBS 제3라디오 《함께하는 세상 만들기》

## 출연

### 영화
- 2024년 데드맨 - 앵커 1 역 (특별출연)

### 예능
- 2024년 TV CHOSUN 《이제 혼자다》

## 사건사고
2020년 7월 27일 부산에서 자신의 볼보 XC90 승용차를 몰고 가다, 역주행 하는 마이티 트럭과 충돌하는 사고가 발생하였다. 이 사고로 마이티 운전자는 다리가 골절됐고, 함께 탑승한 일가족 4명이 경상을 입었다. 이로써 볼보 차량이 안전성이 입증됐고, 판매량도 급격히 늘었다.